# Hideyo Noguchi
Hideyo Noguchi (野口 英世 Noguchi Hideyo?) (n. 9 noiembrie 1876, Inawashiro⁠(d), Prefectura Fukushima, Japonia – d. 21 mai 1928, Accra, Coasta de Aur), cunoscut și sub numele de Seisaku Noguchi (野口清作 Noguchi Seisaku?) a fost un medic bacteriolog japonez, care a descoperit agentul etiologic al sifilisului în 1911.

## Copilăria
Născut într-o familie săracă, Noguchi a căzut într-o vatră la vârsta de un an și jumătate, suferind arsuri grave la mâna stângă, degetele lipindu-i-se practic unul de altul.
În 1891, cu banii strânși printr-o chetă organizată de profesorii și colegii săi, Noguchi a plătit o operația la mână, recuperându-și cam 70% din mobilitate. Cu acestă ocazie, Noguchi s-a hotărât să devină medic.
După terminarea liceului în 1893, a lucrat ca asistent al doctorului Watanabe (cel care îl operase la mână), unde l-a cunoscut pe dr. Morinosuke Chiwaki, Președintele „Asociației Medicilor Stomatologi din Japonia”, care i-a devenit un fel de patron. Cu  ajutorul financiar al acestuia și cu sprijinul moral al mamei, a reușit să treacă examenul de medicină la vârsta de 21 de ani, în 1897. În același an a avut o a doua operație la mână, de data aceasta gratis, din bunăvoința unui profesor de la Universitatea Imperială Tokio.
În 1898, Noguchi și-a schimbat prenumele din „Seisaku” în „Hideyo”, după ce a citit un roman în care personajul principal, care se numea Nonoguchi Seisaku, cu toate că era inteligent devenise leneș, ruinându-și cariera. Vrând să evite o soartă similară, Noguchi și-a schimbat prenumele.

## Cariera
După ce a lucrat (uneori concomitent) ca medic stagiar, lector la o facultate de stomatologie, redactor al unei reviste medicale, etc. a lucrat în laboratorul de epidemiologie al hematologului de renume mondial Shibasaburō Kitasato.
În decembrie 1900 Noguchi s-a mutat în SUA, ca asistent al profesorului Simon Flexner (pe care îl cunoscuse cu ocazia unei vizite a acestuia din urmă în Japonia) la „Universitatea Pennsylvania”. 
Ulterior a lucrat la „Rockefeller Institute for Medical Research”. Se pare că s-a adaptat ușor și că i-a plăcut mediul în care lucra.
După ani de cercetare și studii de specializare la Universitatea din Copenhaga, i s-a acordat un doctorat în medicină din partea „Universității Imperiale Kyoto” în 1911. În același an se căsătorește cu Mary Loretta Dardis.
În 1914, i s-a acordat un al doilea doctorat (de data aceasta în științe) din partea „Universității Imperiale Tokio”.
În 1915 s-a întors pentru prima dată după 15 ani în Japonia pentru a o vedea pe mama sa, care era în vârstă. Aceasta a fost ultima sa vizită în Japonia.
În 1913, pe când lucra la Institutul Rockefeller, a dovedit prezența bacteriei Treponema pallidum în creierul unui pacient paralizat, dovedind că acest spirochet este cauza bolii. Numele lui Noguchi este folosit în binominalul unui alt spirochet, Leptospira noguchii.
A fost propus pentru Premiul Nobel în 1913, 1914, 1915, 1920, 1921, 1924, 1925, 1926 și 1927. 
În 1918 Noguchi a călătorit în America Latină și de Sud pentru a cerceta posibilitatea creării unui vaccin împotriva frigurilor galbene și să studieze febra de oroya, poliomelita și trachoma. Când s-a aflat în Ecuador, a fost numit colonel în armata ecuadoriană.
În 1928 Noguchi a călătorit în Africa dorind să-și confirme ipoteza conform căreia frigurile galbene ar fi cauzate de o bacterie și nu de un virus. Pe când lucra la Accra, în Ghana, s-a îmbolnăvit de frigurile galbene, ultimele sale cuvinte fiind „Nu înțeleg.”
Din 2004, portretul lui este pe bancnotele japoneze de 1000 de yeni.
În 2006 guvernul japonez a creat Premiul Hideyo Noguchi Africa (野口英世アフリカ賞 Noguchi Hideyo Afurika Shō?).

## Distincții
- Ordinul Dannebrog, 1913 (Danemarca).[15]
- Ordinul Isabel la Católica, 1913 (Spania).[16]
- Ordinul Steaua Polară, 1914 (Suedia).[17]
- Ordinul răsărit de soare, clasa 4, 1915.
- Premiul Imperial, (Japonia), 1915.[18]

În 1928 guvernul japonez i-a acordat „Ordinul răsărit de soare”, clasa 2. 

## Doctoratehonoris causa
- Universitatea din Quito, 1919 - (Ecuador).[20]
- University din Guayaquil, 1919 - Ecuador.[20]

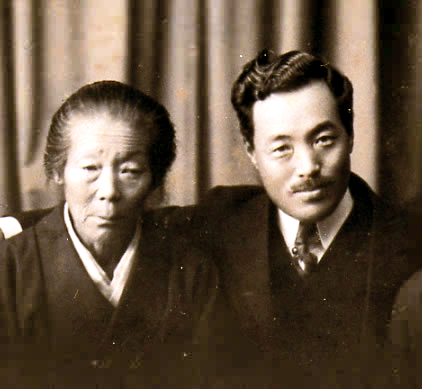
Hideyo Noguchi și mama sa, Shika

- Universitatea Yale, 1921 - (SUA).